# Rheinmetall YAK
Rheinmetall YAK es un vehículo blindado de transporte de personal, construido por la compañía alemana Rheinmetall. Este vehículo está basado en el chasis del DURO IIIP 6x6, construido por la compañía suiza MOWAG.

## Usuarios

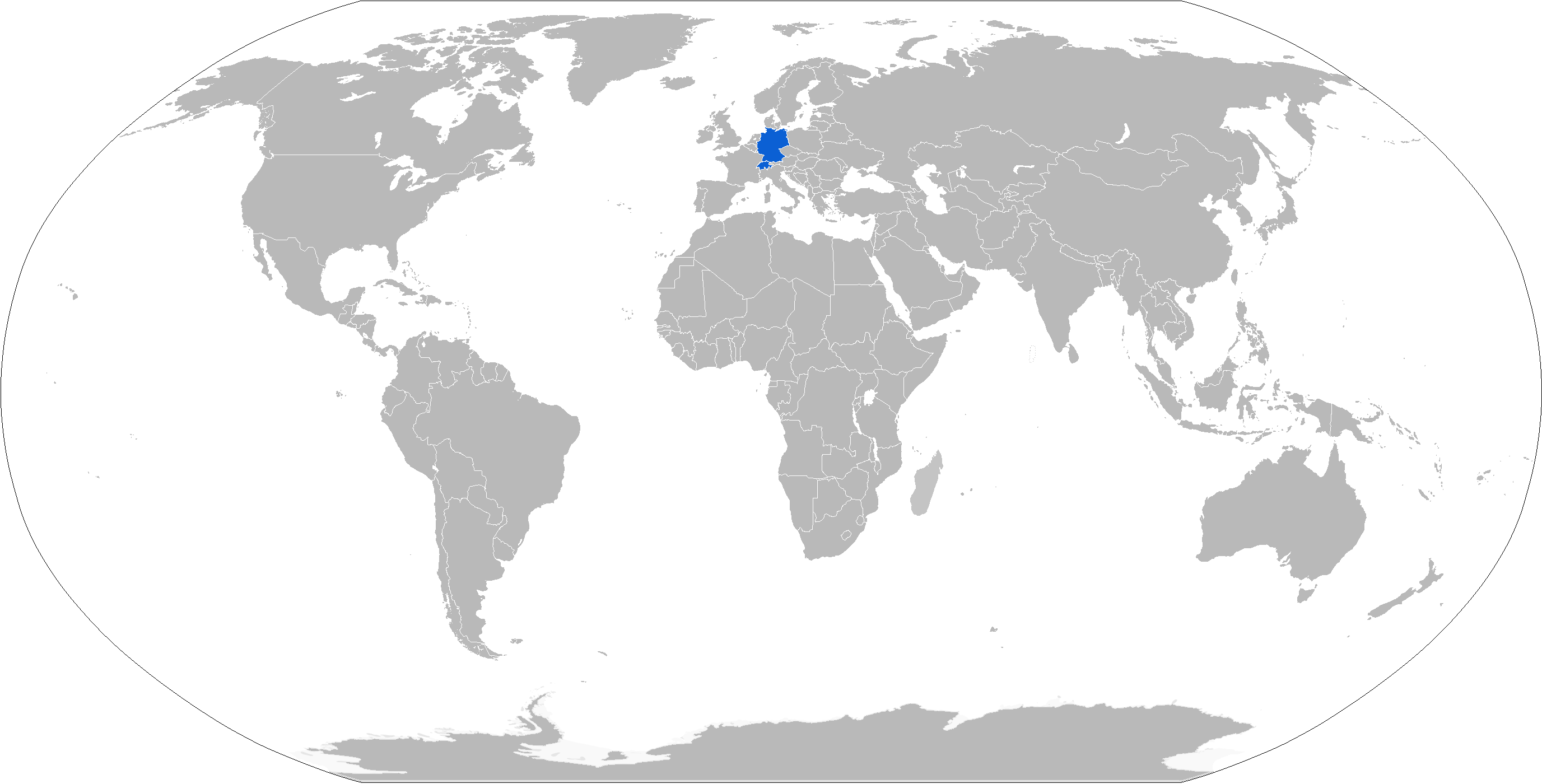
Mapa con los operadores del Rheinmetall YAK en azul.

- Alemania - Inicialmente el Heer pidió 30 DURO IIIP. Contaron con varias configuraciones; ambulancia (12), desminado (10), policía militar (4) y de apoyo al Luna X 2000 (4). Las últimas entregas se realizaron en 2005. Sirvieron en Afganistán con la ISAF hasta 2006. Un segundo pedido de 100 ejemplares llegó entre 2006 y 2008, 31 de ellos en versión ambulancia, 23 para la policía militar y 21 para la unidad de desminado (EOD).[2]

Posteriormente se desarrolló el Rheinmetall YAK y se encargaron aproximadamente 100 nuevas unidades; 31 ambulancias, 8 transportes de prisioneros, 6 cañones de agua, 23 puestos de comando para la policía militar, 23 bases móviles para los Luna X 2000, 2 para estudio geográfico y 21 de desminado. A finales de 2007 se pidieron otros 7, seis estaciones en tierra para los Luna X 2000 y un vehículo de reconocimiento biológico.
- Suiza - En 2008 Rheinmetall entregó 3 laboratorios móviles NBQR al Ejército Suizo.

### Desarrollos relacionados
- ATF Dingo
- UR-416
- Unimog
- IPV
- Pinzgauer